# Felis silvestris gordoni
Felis silvestris gordoni o gato montés arábico es una subespecie del gato montes que habita en la península arábiga.

## Taxonomía
Felis silvestris gordoni fue el nombre científico propuesto por David Harrison en 1968 para un gato montés recolectado en la región de Al Batinah en Omán.  Descubierto y nombrado por Sandy Gordon, de ahí el nombre de gato montés de Gordon. El estatus taxonómico del gato montés árabe ha sido debatido desde la década de 1990:
- En la edición de 2005 de Mammal Species of the World, fue reconocida como una subespecie de Felis silvestris.
- En 2007, tras una investigación filogenética, se subsumió a F. s. lybica, el gato montés del Cercano Oriente.
- Desde 2017, Felis lybica es reconocida como una especie de gato montés distinta de Felis silvestris, y el gato montés árabe ahora es reconocido como la subespecie nominal Felis lybica lybica.

## Características
El gato montés árabe es bastante similar a un gato doméstico en tamaño y apariencia. Su pelaje es corto y denso, de color marrón grisáceo, gris ceniza o beige, con marcas oscuras en la cabeza y bandas oscuras en el cuerpo, las extremidades y cerca de la punta de la cola. Las partes inferiores son blanquecinas y hay pelos negros entre las almohadillas negras de las plantas de los pies. 

## Distribución y hábitat
Este gato es endémico del norte de Omán y partes de los Emiratos Árabes Unidos. Su hábitat típico son las zonas semidesérticas con rocas y matorrales donde los machos mantienen un territorio que puede medir varios kilómetros cuadrados, y las hembras un territorio bastante más pequeño. 

## Ecología
El gato montés árabe es nocturno; Es un animal solitario y cuenta con varias madrigueras, grietas en las rocas, árboles huecos o madrigueras vacías de zorros, en las que puede retirarse en diferentes partes de su territorio. Se alimenta de jerbos, jirds y otros pequeños roedores, pequeñas aves, reptiles e insectos de gran tamaño, obteniendo la mayor parte de sus necesidades de líquidos de su alimento. Es feroz y ágil. La cría tiene lugar en la mayoría de las épocas del año.  El macho se siente atraído por la hembra por las feromonas que produce cuando es sexualmente receptiva. El periodo de gestación es de unos sesenta y cinco días y el tamaño de la camada suele ser de tres o cuatro gatitos. Las crías tienen pelaje manchado al principio y son destetadas después de dos o tres meses, pero se quedan con su madre durante varios meses más para aprender habilidades de caza y supervivencia. 

## Estatus
El área de distribución del gato montés árabe es pequeña y es una de las subespecies de gato montés más amenazadas. Históricamente perseguido por los beduinos, su hábitat se está degradando cada vez más con fines agrícolas. La amenaza más grave a la que se enfrenta puede ser la hibridación con gatos cimarrones, y puede que queden pocos gatos monteses árabes de raza pura en la naturaleza. Con esto en mente, en 1986 se inició un programa de cría en cautividad en Abu Dhabi, y otros gatos han sido reubicados en California y Alemania, con un libro genealógico internacional que se mantiene en el Jardín Zoológico de Colonia. 